# Custar (Ohio)
Custar es una villa ubicada en el condado de Wood, en el estado estadounidense de Ohio. Según el censo de 2020, tiene una población de 178 habitantes.

## Geografía
Custar se encuentra ubicada en las coordenadas 41°17′5″N 83°50′38″O / 41.28472, -83.84389. Según la Oficina del Censo de los Estados Unidos, Custar tiene una superficie total de 0.65 km², de la cual 0.65 km² corresponden a tierra firme y (0%) 0 km² es agua.

## Demografía
Según el censo de 2020, hay 178 personas residiendo en Custar. La densidad de población es de 275.85 hab./km². El 88.2% de los habitantes son blancos, el 2.8% son afroamericanos, el 1.1% son amerindios, el 0.6% es asiático, el 4.5% son de otras razas y el 2.8% son de una mezcla de razas. Del total de la población, el 9.0% son hispanos o latinos de cualquier raza.